# Popove, Sînelnîkove
Popove (în ucraineană Попове) este un sat în comuna Varvarivka din raionul Sînelnîkove, regiunea Dnipropetrovsk, Ucraina.

## Demografie
Componența lingvistică a localității Popove
     Ucraineană (82,14%)
     Rusă (7,14%)
Conform recensământului din 2001, majoritatea populației localității Popove era vorbitoare de ucraineană (82,14%), existând în minoritate și vorbitori de rusă (7,14%).